# Rukum
Der Distrikt Rukum (Nepali रुकुम जिल्ला Rukum Jillā) war bis 2015 einer von 75 Distrikten in Nepal.
Er lag in der ehemaligen Verwaltungszone Rapti südlich des westlichen Dhaulagiri Himal und wird von dem Fluss Sani Bheri in westlicher Richtung durchflossen. Verwaltungssitz war Musikot.
Nach der Neustrukturierung des Landes durch die Verfassung von 2015 mit der Umwandlung Nepals in eine Bundesrepublik wurde der Distrikt auf die neu geschaffenen Provinzen Lumbini (östlicher Teil) und Karnali (westlicher Teil) aufgeteilt. Entsprechend der Verfassung tragen die neuen Distrikte die Namen Rukum East und Rukum West.

## Einwohner
Der Distrikt hatte 2001 188.438 Einwohner; 2011 waren es 208.567.

## Verwaltungsgliederung
Städte im Distrikt Rukum waren:
- Chaurjahari
- Musikot

Village Development Committees (VDCs) im Distrikt Rukum waren:

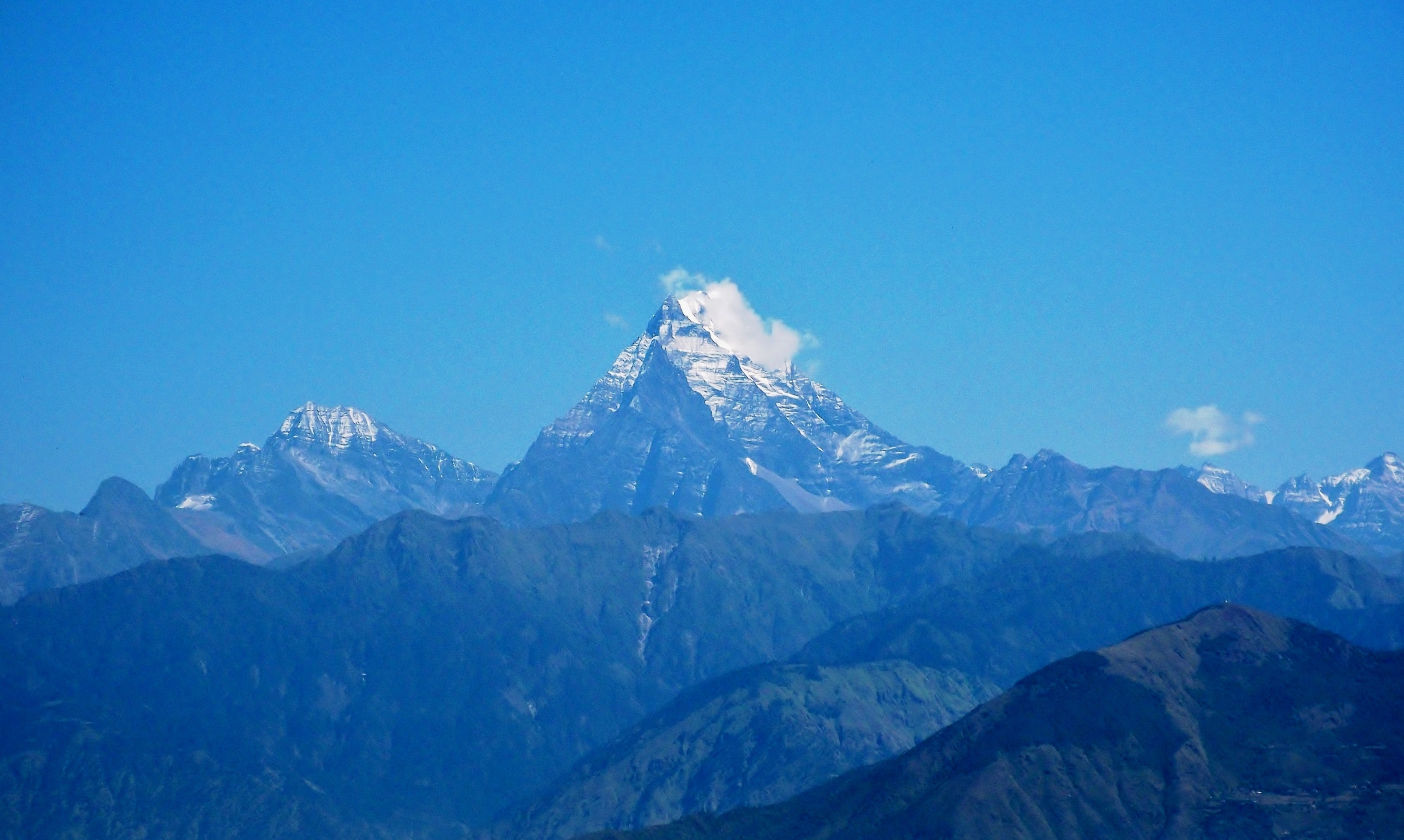
Sisne Himal

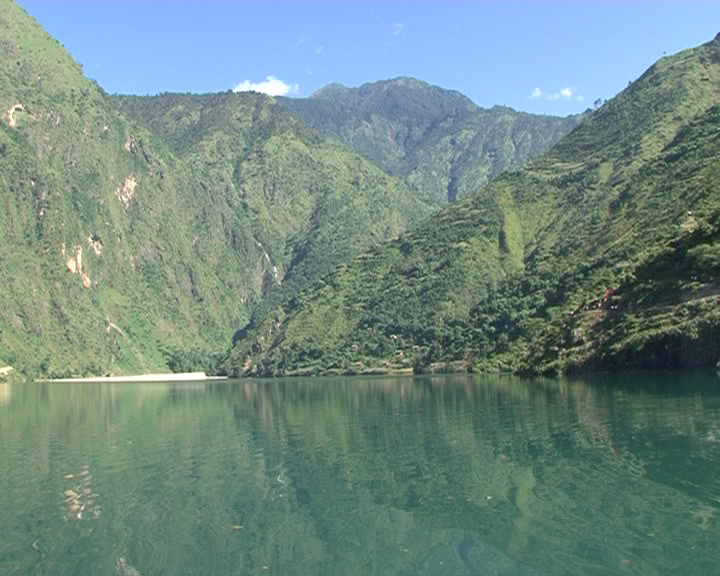
Syarpu-See bei Banfikot

- Athbis Danda
- Athbis Kot
- Arma
- Banfikot
- Bhalakachha
- Chhiwang
- Chokhawang
- Chunwang
- Duli
- Garayala
- Gautamkot
- Ghetma
- Hukam
- Jang
- Jhula
- Kanda
- Kankri
- Khara
- Kholagaun
- Kol
- Magma
- Mahat
- Morawang
- Muru
- Nuwakot
- Pipal
- Pokhara
- Purtim Kanda
- Pwang
- Pyaugha
- Rangsi
- Ranmamekot
- Rugha
- Simli
- Sisne
- Shova
- Syalagadi
- Syalapakha
- Taksera